# Kool-Aid (canción)
Kool-Aid es una canción de la banda de rock británica Bring Me the Horizon. Fue producida por Dan Lancaster, Oliver Sykes y Zakk Cervini, fue lanzada como el sexto sencillo de su séptimo álbum Post Human: Nex Gen, el 5 de enero de 2024.
Es el primer sencillo de la banda lanzado desde la salida del teclista, coautor principal y productor Jordan Fish en diciembre de 2023.

## Lanzamiento y promoción
El 22 de diciembre de 2023, la banda anunció sorprendentemente que el teclista Jordan Fish había dejado la banda. En la siguiente declaración, la banda declaró que Post Human: Nex Gen y la posterior gira por el Reino Unido en enero de 2024 todavía estaban programadas para continuar, al tiempo que prometieron que nueva música llegaría "muy pronto". No mucho después, el vocalista principal Oliver Sykes se burlaría de un fragmento de una nueva canción llamada "Kool-Aid" en su historia de Instagram. El 2 de enero de 2024, la banda confirmó oficialmente "Kool-Aid" como el sexto sencillo del nuevo disco; al día siguiente anunciaron que la canción se lanzaría el 5 de enero. Debutaron la canción en vivo por primera vez en la fecha de su gira inaugural por el Reino Unido en el Cardiff International Arena de Cardiff, Gales, el 9 de enero.

## Composición y letra
"Kool-Aid" ha sido descrita por los críticos como una canción de metalcore.

## Personal
Créditos obtenidos de TIDAL.
Bring Me the Horizon
- Oliver Sykes – voz
- Lee Malia – guitarra líder
- Matt Kean – bajo
- Matt Nicholls – batería